# 220 Volt Live
220 Volt Live es el séptimo álbum en vivo del grupo alemán de música electrónica Tangerine Dream. Publicado en 1993 por el sello Miramar recoge grabaciones efectuadas durante la gira que en 1992 el grupo realizó en Norte América. En la selección de canciones se incluye un cover de la canción «Purple Haze» de The Jimi Hendrix Experience. El álbum obtuvo tres nominaciones en la 36 edición de los Premios Grammy de 1993 incluyendo las categorías de Mejor Álbum New Age y Mejor Interpretación Instrumental Rock.
Bret Adams, en su crítica para AllMusic, destaca que "el guitarrista Zlatko Perica y la saxofonista/teclista Linda Spa se unieron como miembros de la gira y su trabajo es una parte vital del sonido de 220 Volt Live. La sensación general hipnótica de la música se ve reforzada por pistas rítmicas enérgicas, largos solos de guitarra de Perica, Edgar Froese y Jerome Froese (a menudo al borde del hard rock y el heavy metal tanto en tono como en ejecución), y las líneas flotantes de saxofón de Spa".

## Producción
Grabado durante la gira de 1992 por Estados Unidos, en la que se incluyeron temas de Melrose (1990) o Rockoon (1992) la selección de canciones presentes, además de la versión de Jimi Hendrix, no forman parte de ningún álbum previo a excepción de «Oriental Haze» presente en una edición especial de Rockoon. Esta práctica en los álbumes en vivo hasta entonces era habitual de la banda si bien en lo sucesivo varió y los subsiguientes álbumes en vivo ya incluían canciones ya conocidas o publicadas previamente. También se realizó una ligera remezcla en estudio del listado de canciones práctica habitual en las grabaciones en vivo de Tangerine Dream.
El álbum ha tenido varias reediciones posteriores con cambios en las portadas y diseño gráfico: en 1999, en el sello TDI propiedad de Edgar y Jerome Froese, con una mejor calidad de sonido o en 2009 dentro de un amplio programa de reediciones del sello alemán Membran.

## Lista de temas
| N.º   | Título                  | Escritor(es)               | Duración |  |
| 1.    | «Oriental Haze»         | Jerome Froese              | 6:52     |  |
| 2.    | «Two Bunch Palms»       | Jerome Froese              | 5:48     |  |
| 3.    | «220 Volt»              | Jerome Froese              | 9:02     |  |
| 4.    | «Homeless»              | Edgar Froese               | 9:51     |  |
| 5.    | «Sundance Kid»          | Edgar Froese               | 8:04     |  |
| 6.    | «Backstreet Hero»       | Jerome Froese              | 8:49     |  |
| 7.    | «The Blue Bridge»       | Edgar Froese               | 4:47     |  |
| 8.    | «Hamlet»                | Jerome Froese Edgar Froese | 8:30     |  |
| 9.    | «Dreamtime»             | Jerome Froese              | 3:48     |  |
| 10.   | «Purple Haze»           | Jimi Hendrix               | 3:35     |  |
| 11.   | «Treasure Of Innocence» | Jerome Froese              | 3:37     |  |
| 72:43 |                         |                            |          |  |

## Personal
- Edgar Froese - sintetizadores, guitarra y producción
- Jerome Froese - sintetizadores, guitarra e ingeniería de grabación (bajo el alias Ed Jefro)
- Zlatko Perika - guitarra
- Linda Spa - saxofón y sintetizadores